# 人力資源機器
《人力資源機器》是由Tomorrow Corporation开发的一款益智电子游戏。該遊戲的玩法有點類似於用視覺化程式設計語言編寫程序的過程。该游戏于2015年10 月登陸Microsoft Windows、MacOS和Wii U，并于2016年3月登陸Linux 、2016年6月登陸IOS 、2016年12月登陸Android，2017年3月登陸任天堂Switch。  该游戏內有大约40个编程谜题需要玩家解決。
遊戲《70亿人》是該遊戲的續作。

## 外部鏈接
- 官方网站